# Граничар (Војна крајина)
Граничари или крајишници је назив за становништво некадашње Војне крајине у оквиру Хабзбуршког царства. Граничари су углавном потицали из редова Срба, Буњеваца и Хрвата.
Граничари су били становништво посебног положаја у оквиру Хабзбуршког царства, будући да су као стално војна лица имали дужност ратовања за потребе царства. Са друге стране граничари су и уживали и одређене повластице у области намета и обавеза везаних за феудални систем.
Граничари су настали од пандура, као незваничне војне посаде пограничних крајева Хабзбуршког царства према Османском. у 18. веку граничари су чинили трећину хабзбуршке војске. У време ратова углавном су били пешадија. Током 19. века, с опадањем опасности од Турака, њихов број је стално смањиван, да би били потпуно угашени са распадом Аустроугарске.